# Die Werckmeisterschen Harmonien
Die Werckmeisterschen Harmonien (Originaltitel: Werckmeister harmóniák) ist ein international koproduzierter Film des ungarischen Regisseurs Béla Tarr aus dem Jahr 2000. Literarische Vorlage war der Roman Melancholie des Widerstands des Autors László Krasznahorkai. Der Film zeigt Vorgänge in einem abgeschiedenen ungarischen Dorf, in dem unheilvolle Ereignisse geschehen.

## Handlung
Hauptfigur ist der naiv wirkende János Valuska, der in dem ungenannten Dorf, wo tiefste Kälte herrscht, Zeitungen austrägt und umherwandert. In der ersten Szene lässt er von Besuchern der Dorfkneipe die Bewegungen im Sonnensystem nachstellen, um eine nahende Sonnenfinsternis mit den Bewegungen der Himmelskörper zu erklären.
Ein „Zirkus“ trifft im Dorf ein, welcher mit der Attraktion eines riesigen Walkadavers sowie dem „Herzog“ wirbt. Schon vor der Ankunft gibt es Gerüchte, der Zirkus bringe Unheil. János besichtigt fasziniert den Kadaver, der sich in einem Anhänger auf dem Marktplatz befindet, wo sich eine Menschenmenge versammelt.
Der zurückgezogen lebende Musiktheoretiker György Eszter, dem János im Haushalt hilft, wird von seiner Frau Tünde erpresst. Diese will gemeinsam mit dem Polizeichef des Ortes eine Organisation zur „Reinigung“ des Dorfs und Aufrechterhaltung der Ordnung gründen. György soll sich um die Organisation kümmern und seines angesehenen Namens wegen den Vorsitz übernehmen, was er widerwillig tut.
Tünde befiehlt János, genau zu beobachten, was auf dem Marktplatz geschieht. Dort hat die Menschenmenge inzwischen Feuer entzündet. János möchte noch einmal den Wal sehen und schleicht sich in den Anhänger. Dort hört er einen Disput des Zirkusdirektors mit dem Dolmetscher des „Herzogs“ und diesem selbst an; vom Herzog ist dabei nur sein Schatten an der Wand zu sehen. Der Direktor hat genug davon, dass der Herzog mit seinen aufrührerischen Reden die Menschen zu Unruhen anstachelt. Daraufhin beginnt der Herzog mit genau einer solchen Rede. János flieht, während offenbar ein Mob mit Verbrechen beginnt. So bricht eine Menschenmenge in ein Krankenhaus ein und misshandelt die Patienten, hält jedoch schließlich beim Anblick eines nackten alten Mannes ein und macht kehrt.
János findet die Leiche eines befreundeten Schuhmachers und wird von dessen Frau darüber informiert, dass er von der Obrigkeit gesucht werde. Auf der Flucht wird er gefangen genommen. Eszter besucht ihn und berichtet davon, dass der Polizeichef und Tünde sich in seinem Haus einquartiert haben, während er einen kleinen Nebenraum zum Wohnen bekommen hat. Er verspricht János, dass auch dieser dort unterkommen könne, falls er wieder herauskommt.
In der letzten Einstellung geht Eszter über den verlassenen Dorfplatz, wo zwischen Überresten der Unruhen noch der Walkadaver liegt. Er betrachtet ihn zum ersten Mal und geht dann weiter.

## Hintergrund
Der Film wurde typisch für Tarrs Stil komplett in Schwarz-Weiß gedreht und besteht bei einer Gesamtlänge von 145 Minuten aus nur 39 Einstellungen.
Den Schnitt und Teile der Regie übernahm wie auch schon bei zahlreichen anderen Projekten Tarrs Ehefrau Ágnes Hranitzky.
Die Hauptrollen wurden mit deutschen Schauspielern besetzt, die ungarisch synchronisiert wurden. Valuska wird von Tamás Bolba gesprochen, Herr Eszter von Péter Haumann und Frau Eszter von Marianna Moór. Die Stimme des „Herzogs“, der slowakisch redet, ist die von Attila Kaszás.
An der Entstehung des Films waren insgesamt sechs Kameramänner beteiligt, davon ein Amerikaner, zwei Ungarn, zwei Deutsche und ein Franzose.
Der Titel spielt auf das System der Werckmeister-Stimmung (nach dem Barockmusiker Andreas Werckmeister) an. Die Figur Eszter hält im Film einen Monolog darüber, dass die gesamte westliche Musik mit den Ideen Werckmeisters auf einen Irrweg geraten sei und man vielmehr zur pythagoreischen Stimmung zurückkehren solle.

## Rezeption
Die Werckmeisterschen Harmonien erhielt fast ausschließlich positive Kritiken. So erreichte der Film unter anderem auf Metacritic eine Durchschnittswertung von 92 aus 100 möglichen Punkten (basierend auf 8 Kritiken), und Rotten Tomatoes verzeichnete 97 % anerkennende Rückmeldungen von insgesamt 38 Kritiken.
Der Filmkritiker Roger Ebert gab dem Film die Höchstwertung 4 von 4 Sternen und bezeichnete ihn als "einzigartig und originell" und schrieb des Weiteren, dass er dem Cinéma vérité genauso ähnele wie den Werken von Frederick Wiseman. Im Jahre 2007 fügte er den Film zudem seiner Liste der "Großartigen Filme" hinzu.
2016 belegte Die Werckmeisterschen Harmonien bei einer Umfrage der BBC zu den 100 bedeutendsten Filmen des 21. Jahrhunderts den 56. Platz.